# 용인군 (1988년 선거구)
용인군은 대한민국의 옛 국회의원 선거구이다. 당시 경기도 용인군을 관할했다.

## 역사
대한민국 제13대 국회의원 선거를 앞두고 여주군·이천군·용인군 선거구에서 분리되면서 신설되었다. 
1996년 3월 1일을 기해 용인군이 용인시로 승격되었다. 이에 제15대 국회의원 선거를 앞두고 용인군 선거구가 용인시 선거구로 개편되었다.

## 역대 국회의원
| 선거   | 정당 | 정당       | 의원   |
| ------ | ---- | ---------- | ------ |
| 1988년 |      | 민주정의당 | 이웅희 |
| 1992년 |      | 민주자유당 | 이웅희 |

## 역대 선거 결과

### 대한민국 제13대 국회의원 선거
|  | 42.21% |

|  | 33.67% |

|  | 24.11% |

### 대한민국 제14대 국회의원 선거
|  | 38.16% |

|  | 35.27% |

|  | 26.55% |